# Jenny Marx/Briefe
Diese Seite behandelt ausschließlich Briefe von und an Jenny Marx, die vollständig online zur Verfügung stehen. Z. B. in Marx-Engels-Werke;
- Jenny von Westphalen an Karl Marx 10. August 1841 MEW Band 40, S. 641–643
- Jenny von Westphalen an Karl Marx 13. September 1841 Erhard Kiehnbaum: Ein Tag im Leben der Jenny von Westphalen. Greifswald 2013
- Jenny von Westphalen an Karl Marx vor dem 8. März 1843 MEW Band 40, S. 644–646
- Jenny Marx an Karl Marx nach dem 20. Juni 1844 MEW Band 40, S. 647–650
- Jenny Marx an Karl Marx vor dem 10. August 1844 MEW Band 40, S. 651
- Jenny Marx an Karl Marx nach dem 11. August 1844 MEW Band 40, S. 652–655
- Jenny Marx an Joseph Weydemeyer 16. März 1848 MEW Band 27, S. 604
- Friedrich Engels an Jenny Marx 25. Juli 1849 MEW Band 27, S. 501–502
- Jenny Marx an Joseph Weydemeyer 20. Mai 1850 MEW Band 27, S. 607–610
- Jenny Marx an Joseph Weydemeyer 20. Juni 1850 MEW Band 27, S. 611
- Friedrich Engels an Jenny Marx 18. Dezember 1851 MEW Band 27, S. 594
- Jenny Marx an Friedrich Engels 19. Dezember 1850 MEW Band 27, S. 612
- Jenny Marx an Friedrich Engels 11. Januar 1851 MEW Band 27, S. 613
- Jenny Marx an Friedrich Engels 17. Dezember 1851 MEW Band 27, S. 614
- Friedrich Engels an Jenny Marx 14. Januar 1852 MEW Band 28, S. 473–474
- Jenny Marx an Friedrich Engels 7. Januar 1852 MEW Band 28, S. 627–631
- Jenny Marx an Joseph Weydemeyer 9. Januar 1852 MEW Band 28, S. 632–633
- Jenny Marx an Engels 16. Januar 1852 MEW Band 28, S. 634
- Jenny Marx an Joseph Weydemeyer 27. Februar 1852 MEW Band 28, S. 635–636
- Karl Marx an Jenny Marx 11. Juni 1852 MEW Band 28, S. 527–528
- Jenny Marx an Adolf Cluß 15. Oktober 1852 MEW Band 28, S. 637–639
- Jenny Marx an Adolf Cluß 28. Oktober 1852 MEW Band 28, S. 640–642
- Jenny Marx an Adolf Cluß 10. März 1853 MEW Band 28, S. 643–644
- Jenny Marx an Friedrich Engels 27. April 1853 MEW Band 28, S. 645
- Jenny Marx an Friedrich Engels 9. September 1853 MEW Band 28, S. 649
- Jenny Marx an Friedrich Engels 24. November 1853 MEW Band 28, S. 651
- Jenny Marx an Friedrich Engels Ende März 1854 MEW Band 28, S. 654
- Jenny Marx an Friedrich Engels 13. Mai 1854 MEW Band 28, S. 655
- Jenny Marx an Friedrich Engels 23. Mai 1854 MEW Band 28, S. 656
- Jenny Marx an Friedrich Engels 28. März 1856 MEW Band 29, S. 639–642
- Karl Marx an Jenny Marx 8. August 1856 MEW Band 29, S. 540
- Friedrich Engels an Jenny Marx um den 16. April 1857 MEW Band 29, S. 544
- Jenny Marx an Friedrich Engels um den 12. April 1857 MEW Band 29, S. 643
- Jenny Marx an Friedrich Engels zwischen dem 11. und 13. August 1857 MEW Band 29, S. 644
- Jenny Marx an Konrad Schramm 8. Dezember 1857 MEW Band 29, S. 645–647
- Jenny Marx an Friedrich Engels 9. April 1858 MEW Band 29, S. 648
- Jenny Marx an Ferdinand Lassalle 9. April 1858 MEW Band 29, S. 649
- Friedrich Engels an Jenny Marx 14. April 1858 MEW Band 29, S. 555–556
- Jenny Marx an Karl Marx 9. Mai 1858 MEW Band 29, S. 650
- Friedrich Engels an Jenny Marx 11. Mai 1858 MEW Band 29, S. 558
- Friedrich Engels an Jenny Marx 5. November 1859 MEW Band 29, S. 616–617
- Jenny Marx an Friedrich Engels 13. August 1859 MEW Band 29, S. 651
- Jenny Marx an Friedrich Engels 4. November 1859 MEW Band 29, S. 652
- Friedrich Engels an Jenny Marx 22. Dezember 1859 MEW Band 29, S. 636–638
- Jenny Marx an Friedrich Engels 23. oder 24. Dezember 1859 MEW Band 29, S. 653–655
- Jenny Marx an Friedrich Engels 14. August 1860 MEW Band 30, S. 681–683
- Friedrich Engels an Jenny Marx 15. August 1860 MEW Band 30, S. 554–555
- Jenny Marx an Friedrich Engels nach dem 5. Oktober 1860 MEW 30, S. 684
- Jenny Marx an Luise Weydemeyer 11. März 1861 Die neue Zeit. Wochenschrift der deutschen Sozialdemokratie. 25. Jg. Band 2, 1906/1907, S. 182–187
- Jenny Marx an Friedrich Engels vor dem 16. März 1861 MEW Band 30, S. 685
- Jenny Marx an Friedrich Engels Ende März 1861 MEW Band 30, S. 686
- Jenny Marx an Friedrich Engels Anfang April 1861 MEW Band 30, S. 687–689
- Jenny Marx an Karl Marx. Zwischen dem 12. und 17. April 1862. Ergänzung zu MEGA Abteilung III. Band 12 (Nachtrag)
- Karl Marx an Jenny Marx 15. Dezember 1863 MEW Band 30, S. 643–644
- Jenny Marx an Friedrich Engels Anfang November 1863 MEW Band 30, S. 691
- Jenny Marx an Friedrich Engels 24. November 1863 MEW Band 30, S. 692
- Jenny Marx an Wilhelm Liebknecht 24. November 1863 MEW Band 30, S. 693–694
- Karl Marx an Jenny Marx 9. Mai 1864 MEW Band 30, S. 655
- Karl Marx an Jenny Marx 10. Mai 1864 MEW Band 30, S. 656
- Karl Marx an Jenny Marx 13. Mai 1864 MEW Band 30, S. 659–660
- Jenny Marx an Karl Friedrich Moritz Elsner Mitte Juni 1864 MEW Band 30, S. 695
- Karl Marx an Jenny Marx 2. September 1864 MEW Band 30, S. 671–672
- Jenny Marx an Friedrich Engels um den 29. November 1864 MEW Band 31, S. 581–583
- Jenny Marx an Friedrich Engels 30. März 1865 MEW Band 31, S. 584–585
- Jenny Marx an Johann Philipp Becker etwa 29. Januar 1866 MEW Band 31, S. 586–587
- Jenny Marx an Sigfrid Meyer Anfang Februar 1866 MEW Band 31, S. 588
- Jenny Marx an Louis Kugelmann Anfang Februar 1866 MEW Band 31, S. 589–590
- Jenny Marx an Louis Kugelmann 1. April 1866 MEW Band 31, S. 591–592
- Jenny Marx an Friedrich Engels 24. Dezember 1866 MEW Band 31, S. 593
- Jenny Marx an Johann Philipp Becker 5. Oktober 1867 MEW Band 31, S. 594
- Jenny Marx an Louis Kugelmann 24. Dezember 1867 MEW Band 31, S. 595–596
- Friedrich Engels an Jenny Marx 3. Januar 1868 MEW Band 32, S. 529–532
- Jenny Marx an Johann Philipp Becker 10. Januar 1868 MEW Band 32, S. 689–693
- Jenny Marx an Louis Kugelmann 15. September 1869 MEW Band 32, S. 697–698
- Jenny Marx an Friedrich Engels 17. Januar 1870 MEW Band 32, S. 705–706
- Jenny Marx an Friedrich Engels 12. Juli 1870 MEW Band 32, S. 714–715
- Jenny Marx an Friedrich Engels 17. Juli 1870 MEW Band 32, S. 716–717
- Jenny Marx an Fríedrich Engels um den 10. August 1870 MEW Band 33, S. 673–676
- Friedrich Engels an Jenny Marx 15. August 1870 MEW Band 33, S. 137–138
- Jenny Marx an Friedrich Engels um den 18. August 1870 MEW Band 33, S. 678
- Jenny Marx an Friedrich Engels um den 13. September 1870 MEW Band 33, S. 679–680
- Jenny Marx an Peter Imandt um den 13. Juni 1871 MEW Band 33, S. 681
- Karl Marx an Jenny Marx 25. August 1871 MEW Band 33, S. 272–273
- Karl Marx an Jenny Marx 23. September 1871 MEW Band 33, S. 286
- Jenny Marx an Wilhelm Liebknecht 26. Mai 1872 MEW Band 33, S. 702–703
- Karl Marx an Jenny Marx 19. April 1874 MEW Band 33, S. 623–624
- Karl Marx an Jenny Marx 10. Mai 1875 MEW Band 34, S. 141–142
- Jenny Marx an Johann Philipp Becker 20. August 1876 MEW Band 34, S. 520–521
- Jenny Marx an Friedrich Adolph Sorge 20. oder 21. Januar 1877 MEW Band 34, S. 524–526
- Karl Marx an Jenny Marx 17. September 1878 MEW Band 34, S. 344–345